# Lobelia chamaepitys
Lobelia chamaepitys är en klockväxtart som beskrevs av Jean-Baptiste de Lamarck. Lobelia chamaepitys ingår i släktet lobelior, och familjen klockväxter. Inga underarter finns listade i Catalogue of Life.